# Patinage de vitesse sur piste courte à l'Universiade d'hiver de 2011
Navigation
Harbin - 2007 Maribor - 2013
Les épreuves de Patinage de vitesse sur piste courte de l'Universiade d'hiver 2011 se sont déroulées à la patinoire de l'université Atatürk, à Erzurum en Turquie.

## Résultats

### Hommes
| Épreuves      | Or                                          | Or             | Argent                                                                               | Argent         | Bronze                                                                   | Bronze         |
| ------------- | ------------------------------------------- | -------------- | ------------------------------------------------------------------------------------ | -------------- | ------------------------------------------------------------------------ | -------------- |
| 500 m         | Thibaut Fauconnet                           | 41 s 544       | Liam McFarlane                                                                       | 41 s 874       | Ming Gao                                                                 | 41 s 944       |
| 1000 m        | Kim Tae-Hoon                                | 1 min 32 s 425 | Sui Baoku                                                                            | 1 min 32 s 672 | Kim Seoung-il                                                            | 1 min 32 s 720 |
| 1500 m        | Kim Hwan-Ee                                 | 2 min 24 s 813 | Kim Tae-Hoon                                                                         | 2 min 24 s 359 | Kim Seoung-il                                                            | 2 min 24 s 469 |
| 5000 m relais | Chine Liu Songbo Sui Baoku Xu Peng Yang Fei | 7 min 05 s 813 | Canada Gabriel Chaisson-Poirier Vincent Cournoyer Pier-Olivier Gagnon Liam McFarlane | 7 min 06 s 359 | France Maxime Châtaignier Thibaut Fauconnet Vincent Jeanne Jérémy Masson | 7 min 06 s 469 |

### Femme
| Épreuves      | Or                                                            | Or             | Argent                                         | Argent         | Bronze                                                              | Bronze         |
| ------------- | ------------------------------------------------------------- | -------------- | ---------------------------------------------- | -------------- | ------------------------------------------------------------------- | -------------- |
| 500 m         | Xue Kong                                                      | 45 s 054       | Valerie Lambert                                | 45 s 416       | Lee Eun-Byul                                                        | 59 s 793       |
| 1000 m        | Lee Eun-Byul                                                  | 1 min 33 s 388 | Kim Min-Jung                                   | 1 min 33 s 563 | Marie Yoshida                                                       | 1 min 33 s 734 |
| 1500 m        | Lee Eun-Byul                                                  | 2 min 43 s 677 | Jung Ba-Ra                                     | 2 min 43 s 985 | Li Jianrou                                                          | 2 min 44 s 078 |
| 3000 m relais | Corée du Sud Jeon Ji-Soo Jung Ba-Ra Kim Min-Jung Lee Eun-Byul | 4 min 18 s 097 | Chine Xue Kong Jin Jingzhu Li Jianrou Liu Yang | 4 min 19 s 136 | Hongrie Bernadett Heidum Erika Huszar Andrea Keszler Szandra Lajtos | 4 min 19 s 529 |

## Tableau des médailles
| Rang  | Nation       | Or | Argent | Bronze | Total |
| ----- | ------------ | -- | ------ | ------ | ----- |
| 1     | Corée du Sud | 5  | 3      | 3      | 11    |
| 2     | Chine        | 2  | 2      | 2      | 6     |
| 3     | France       | 1  | 0      | 1      | 2     |
| 4     | Canada       | 0  | 2      | 0      | 2     |
| 5     | Hongrie      | 0  | 0      | 1      | 1     |
| 5     | Japon        | 0  | 0      | 1      | 1     |
| Total | Total        | 8  | 8      | 8      | 24    |